# 茶亭街道
茶亭街道是位于中华人民共和国福建省福州市台江区北部的一个街道，东面在国货路五一路口与新港街道交界，西面以茶亭河为界与上海街道隔河相望，南面到洋头口，北面在马道街与鼓楼区安泰街道相接。

## 名称由来
茶亭街明清以来开设有多家茶馆，其中以“一团轩”、“第一亭”、“茗一春”较为闻名，后来日渐繁荣，并称茶亭街。
茶亭街道亦是国家非物质文化遗产十番音乐的发源地。

## 行政区划
茶亭街道现辖4个社区：
广安社区、福德社区、洋头口社区和阳光社区。

## 交通
街道内有五一路、广达路、八一七路、国货路、群众路、高桥路贯穿，地铁1号线在境内设茶亭站。此外，境内亦设有福州汽车客运站和仁德公交总站。